# Ambassade d'Afghanistan au Royaume-Uni
L'ambassade d'Afghanistan au Royaume-Uni est la représentation diplomatique de la république islamique d'Afghanistan auprès de la République française. Elle est située 31 Princes Gate, dans le quartier de South Kensington, à Londres. Son ambassadeur est, depuis 2020, Zalmai Rassoul (en).

## Histoire
L'ambassade afghane à Londres ouvre ses portes en mars 1922.
Après la chute de la république islamique d'Afghanistan, en août 2021, le personnel de l'ambassade reste en fonction. L'émirat islamique d'Afghanistan mis en place par les talibans n'est pas reconnu par le gouvernement britannique. La fermeture de l'ambassade est annoncée en septembre 2024.

## Ambassadeurs d'Afghanistan au Royaume-Uni
- 1922-1923 : Abdul Hadi Dawi (en) (ministre plénipotentiaire)
- 1923-1925 : Said Qasem Khan (chef de mission par intérim)
- 1925-1929 : Shuja ud Dawla (ministre plénipotentiaire)
- 1930-1931 : Shah Wali Khan (en)
- 1931-1932 : Ahmad Ali Sulaiman
- 1933-1937 : Ali Mohammad Khan
- 1938-1945 : Ahmad Ali Sulaiman
- 1945-1948 : Mohammad Naim Khan
- 1949-1950 : Faiz Mohammad Zakria (en)
- 1950-1952 : Shah Wali Khan (en)
- 1952-1954 : Najibullah Torwayana (en)
- 1954-1957 : Mohammad Hashim Maiwandwal (en)
- 1957-1960 : Mohammad Kabir Ludin (de)
- 1960-1961 : Faiz Mohammad Zakria (en)
- 1961-1962 : Mohammad Kabir Ludin (de)
- 1962-1964 : Abdullah Malikyar (de)
- 1967-1971 : Abdul Majid (de)
- 1971-1972 : Zalmaï Mahmoud Ghazi (de)
- 1972-1973 : Hamidullah Enayat Seraj
- 1974-1977 : Abdul Rahman Pazhwak (en)
- 1978-1979 : Abdul Wakil (de)
- 1981-2001 : vacant
- 2002-2006 : Ahmad Wali Massoud (en)
- 2006-2009 : Rahim Sherzoy
- 2009-2011 : Humayon Tandar
- 2011-2012 : Hameed Haami
- 2012-2015 : Mohammad Daud Yaar
- 2015-2016 : Ahmad Zia Siamak
- 2016-2017 : Liaquet Ali Ameri
- 2017-2020 : Said Tayeb Jawad (en)
- 2020-2024 : Zalmai Rassoul (en)[1]